# Antilocapra americana mexicana
El berrendo mexicano (Antilocapra americana mexicana) es una subespecie de berrendo, el único antílope del Nuevo Mundo. Pertenece a la familia Antilocapridae del orden de los artiodáctilos.

## Conservación
Está amenazada de extinción, y desde el siglo XX, su distribución geográfica y abundancia en México se ha reducido en un 82%. Hay varias causas responsables de la reducción de su área de distribución y de su población:
- Pérdida y/o alteración del hábitat, por cambio del uso de la tierra.
- Desarrollo de la actividad agropecuaria.
- Construcción de carreteras.
- Cacería ilegal.
- Depredación por el coyote (Canis latrans).